# Hemidactylus lavadeserticus
Hemidactylus lavadeserticus là một loài thằn lằn trong họ Gekkonidae. Loài này được Moravec & Böhme miêu tả khoa học đầu tiên năm 1997.